# ГЕС Мангла
ГЕС Мангла — гідроелектростанція на північному сході Пакистану. Знаходячись між ГЕС Карот (вище по течії) та ГЕС Нью-Бонг-Ескейп, входить до складу каскаду на річці Джелам, правій притоці Чинабу, який, своєю чергою, є правою притокою річки Сатледж (впадає ліворуч до Інду).
У межах проєкту річку на виході з гір на рівнину перекрили кам'яно-накидною греблею із глиняним ядром висотою 138 метрів та довжиною 3140 метрів, яка потребувала 65,4 млн м3 матеріалу. Вона утворила водосховище з площею поверхні 259 км2 та об'ємом 7,3 млрд м3, в якому припускалось коливання рівня між позначками 317 та 366 метрів НРМ. У 2009 році завершили проєкт зі збільшення висоти греблі на 9 метрів, що дозволило довести об'єм резервуару до 9,1 млрд м3.
Розташований на лівобережжі пригреблевий машинний зал в 1967—1969 роках обладнали чотирма турбінами типу Френсіс потужністю по 100 МВт. У 1974-му та 1981-му до них додали ще по дві такі ж, а в першій половині 1990-х встановили дев'ятий та десятий гідроагрегати, що довело загальну потужність станції до 1 ГВт. У 2017-му розпочали проєкт модернізації агрегатів, який має на меті збільшення потужності на 310 МВт. Роботи планується завершити у 2024 році.
Турбіни станції використовують напір у 90 метрів та забезпечують виробництво 6 млрд кВт·год електроенергії на рік (з них 644 млн кВт·год є результатом збільшення водосховища в кінці 2000-х).
Відпрацьована вода потрапляє у прокладений по лівобережжю канал іригаційної системи, на якому через 8 км розташована ГЕС Нью-Бонг-Ескейп.
Видача продукції відбувається по ЛЕП, розрахованій на роботу під напругою 220 кВ.
Окрім виробництва електроенергії, комплекс забезпечує зрошення 530 тисяч гектарів земель.